# کلودیا تنی
کلودیا تنی (انگلیسی: Claudia Tenney؛ زادهٔ ۴ فوریهٔ ۱۹۶۱) سیاست‌مدار اهل ایالات متحده آمریکا است. تنی یک وکیل است که در مجلس نمایندگان ایالات متحده آمریکا منطقه بیست و دوم نیویورک را نمایندگی می‌کند. او از اعضای حزب جمهوری‌خواه است.

## پرونده هسته ای ایران
کلودیا تنی یکی از ۳۵ نماینده مجلس نمایندگان ایالات متحده آمریکا است که در ۸ ژوئن ۲۰۲۳ در ارسال نامه ای به تروئیکای اروپایی (بریتانیا، فرانسه و آلمان) خواستار فعال کردن مکانیسم ماشه (trigger mechanism) و فعال شدن خودکار (snap back) تحریم‌های شورای امنیت سازمان ملل متحد در قبال قطعنامه ۲۲۳۱ این شورا بود. این نامه که در سایت (Jewish Insider) منتشر شده‌است به نمونه‌هایی که در آن ادعا می‌شود ایران به تعهدات خود در قبال پرونده هسته ای برجام پایبند نبوده‌است، اشاره کرده‌است. 